# Le Lavement des pieds
Le Lavement des pieds est une peinture à l'huile sur toile réalisée par l'artiste vénitien le Tintoret entre 1548 et 1549 et considérée comme l'une de ses meilleures œuvres. Elle est actuellement exposée au Musée du Prado.

## Histoire

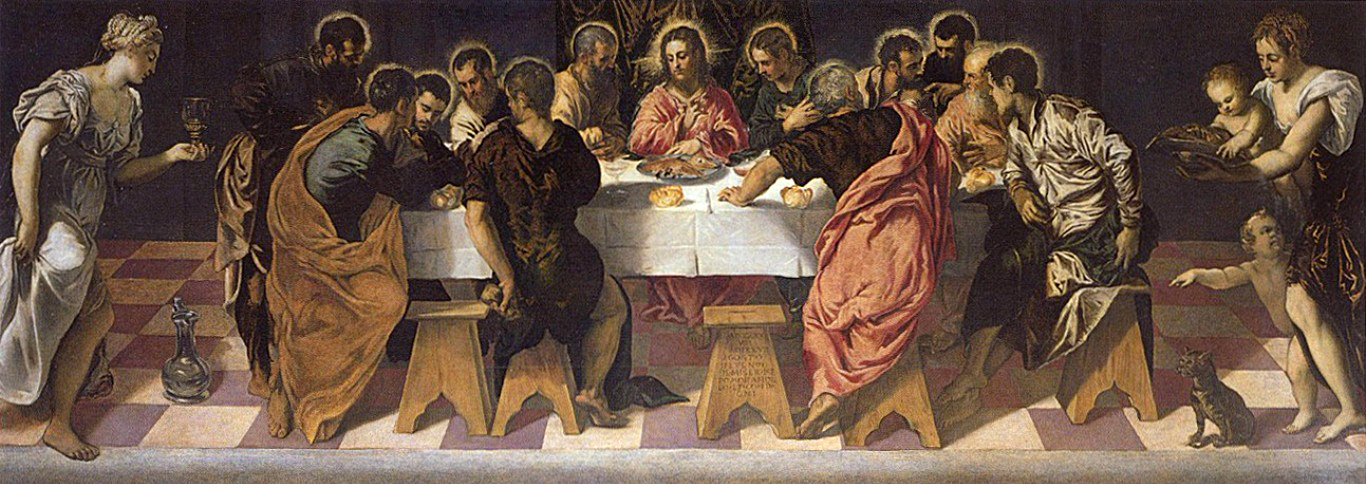
La Cène du Tintoret toujours in situ dans l'église San Marcuola à Venise.

L'œuvre a été commandée en 1547 au Tintoret pour la Scuola del Santísimo Sacramento de l'église San Marcuola à Venise, en même temps qu'une Cène qui se trouve encore dans l'église et qu'il a réalisée entre 1548 et 1549. Après y être restée pendant 70 ans, elle fut acquise par Ferdinand de Mantoue, VIe Duc de Mantoue, à la fin de la première décennie ou au début de la deuxième décennie du XVIIe siècle, où se trouvait le Corridoio del Bertani du Palais ducal de Mantoue.
En 1627, elle a été achetée par Charles Ier d'Angleterre, grand collectionneur d'art. Après la Révolution anglaise et l'exécution du monarque, les parlementaires vendirent ses œuvres pour payer les dettes de celui-ci. Beaucoup des meilleures œuvres sont restées entre les mains de l'ambassadeur espagnol Don Alonso de Cardenas, qui les a données au Premier ministre Don Luis Méndez de Haro, qui les a remises à Philippe IV ; parmi elles : Le Lavement des pieds.
L'œuvre est restée dans la sacristie du monastère royal de l'Escurial jusqu'à son transfert au musée du Prado en 1939.

## Description

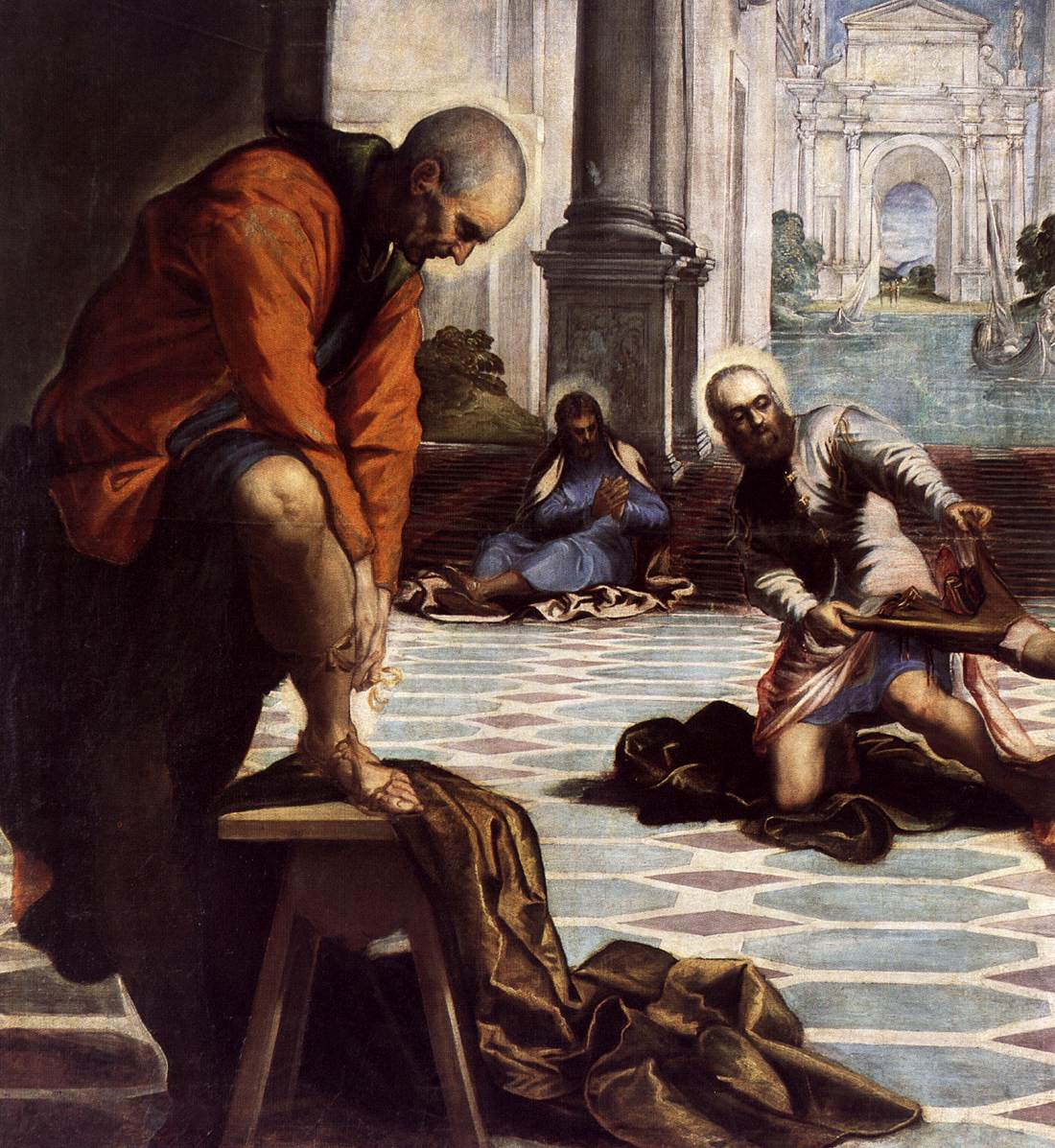
Détail montrant l'influence du rendu de l'anatomie de Michel-Ange sur l'artiste.

Le tableau représente une scène de l'Évangile de Jean dans laquelle il est raconté qu'au dernier repas pris avec ses apôtres, Jésus s'est levé de table, a enlevé son manteau, a noué une serviette autour de sa taille et a commencé à laver les pieds de ses disciples. Le Tintoret représente le moment où Simon Pierre tente de refuser, mais après avoir été persuadé, il accepte de se faire laver les pieds et même la tête et les mains. Un miracle de saint Marc est également représenté dans un coin, raconté par Jacques de Voragine dans son ouvrage La Légende dorée.
La majeure partie du tableau représente la scène de la Cène. Au centre, un chien est couché, peut-être parce que l'espace aurait été trop grand sans lui ou pour représenter la fidélité des disciples de Jésus.
L'artiste avait réalisé la composition du tableau en pensant à l'espace de l'église San Marcuola. C'est pourquoi, vus de face, les personnages peuvent sembler répartis au hasard, mais l'impression change lorsqu'on les regarde de droite, car les espaces vides disparaissent et l'harmonie des personnages est atteinte.
La composition semble décentrée, l'épisode principal étant déplacé sur un côté du tableau. Cela s'explique par l'emplacement original du tableau sur le mur de droite d'une pièce allongée ; les croyants auraient vu de plus près la partie sur laquelle se trouvait Jésus. En outre, la table est orientée vers cette zone, de sorte que, vue de droite, le raccourcissement de la table accentue l'effet de perspective. Les carreaux de sol de forme géométrique contribuent également à cet effet.
En arrière-plan, sur le côté gauche, on peut voir l'architecture classique d'une ville qui rappelle Venise, avec un petit bateau entre les canaux, dans des tons bleus et blancs baignés d'une lumière froide, donnant un air quelque peu irréel. Les éléments architecturaux sont inspirés des illustrations de Sebastiano Serlio.